# Bryoptera hypomelas
Bryoptera hypomelas là một loài bướm đêm trong họ Geometridae.